# Dorcadion maljushenkoi
Dorcadion maljushenkoi är en skalbaggsart som beskrevs av Maurice Pic 1904. Dorcadion maljushenkoi ingår i släktet Dorcadion och familjen långhorningar. Inga underarter finns listade i Catalogue of Life.